# Сенченко, Андрей Виленович
Андрей Виленович Сенченко (укр. Андрій Віленович Сенченко; род. 1 ноября 1959, Симферополь) — украинский государственный деятель, политик, предприниматель.
Народный депутат Украины (2007—2014). Член партии Всеукраинское объединение «Батькивщина», глава её Крымской республиканской организации. Руководитель Общественного Комитета «Прозрачная власть». Президент Фонда регионального развития. Основатель и член попечительского совета Международного фонда помощи жертвам террористических актов.
Осудил присоединение Автономной Республики Крым к Российской Федерации. Признает РФ государством агрессором по отношению к Украине.

## Биография
Окончил Ленинградский механический институт (1983, учился с 1977) по специальности «Производство летательных аппаратов». С 1980 по 1983 год работал плотником в составе студенческого строительного отряда на строительстве Байкало-Амурской магистрали. Затем работал мастером цеха, инженером отдела труда и заработной платы симферопольского завода «Фиолент», где в 1984—1986 годах был заместителем секретаря, секретарем комитета комсомола.
В 1986—1987 годах 1-й секретарь Киевского райкома комсомола Симферополя. В 1987—1989 годах 1-й секретарь Симферопольского горкома комсомола. В 1989—1990 годах 2-й секретарь Крымского обкома комсомола.
Избирался на должность первого секретаря Крымского обкома ВЛКСМ, однако проиграл А. Клименко.
В 1990—1993 годах председатель Крымского Комитета по делам молодежи.
В 1993—1997 годах вице-премьер АРК по вопросам экономики и проведения экономических реформ в правительстве Анатолия Франчука.
Указывали на его поддержку от Евгения Марчука.
В 1997—2000 годах член совета директоров — директор по Украине, России, Западной Европе компании «IFEX Global» (Филадельфия, США).
В 2001—2006 гг. глава наблюдательного совета ЗАО «Современные информационные технологии».
Депутат Верховного Совета Автономной Республики Крым (2002—2006).
Народный депутат Верховной рады Украины V созыва, от БЮТ, № 81 в списке. Глава подкомитета по вопросам государственной экономической, ценовой и тарифной политики Комитета Верховной Рады по вопросам экономической политики.
Народный депутат Верховной рады Украины VI созыва, от БЮТ, № 64 в списке. Глава подкомитета по вопросам финансового обеспечения и развития материально-технической базы судебной системы Комитета ВР по вопросам правосудия.
Являлся министром финансов в теневом правительстве 2010 года Ю. Тимошенко.
Народный депутат Верховной рады Украины VII созыва от партии Всеукраинское объединение «Батькивщина», № 48 в списке. Замглавы Комитета ВР по вопросам налоговой и таможенной политики. Член специальной контрольной комиссии ВР по вопросам приватизации. Глава ВСК по расследованию трагедии под Иловайском, работавшей с 4 сентября по 20 октября 2014 года.
Инициатор перекрытия подачи воды в Крым по Северо-Крымскому каналу в 2014 году.
1 ноября 2018 года были введены российские санкции против 322 граждан Украины, включая Андрея Сенченко.

### Государственная деятельность
С 11 марта 2014 года вр. и. о. заместителя главы Администрации Президента Украины.
Резко критикует идею «технократического правительства» на Украине.

### Общественная деятельность
Член координационного совета общественной правозащитной организации «Всеукраинское движение „Сила права“».

## Семья
Женат, супруга — Сенченко Татьяна Яковлевна, 14 января 1958 г. р., уроженка РСФСР.